# Yigal Kopinsky
Yigal Kopinsky (ur. 16 października 1985) – surinamski judoka pochodzenia żydowskiego. Uczestniczył w Letnich Igrzyskach Olimpijskich w 2016 roku. Po uzyskaniu wolnego losu, w drugiej rundzie turnieju przegrał z Algierczykiem Houd Zourdani i odpadł z dalszej rywalizacji. W 2011 roku wziął udział w Światowych Wojskowych Igrzyskach Sportowych, gdzie w kategorii do 60 kg zajął 7. miejsce.